# Joseph-Armand Bombardier

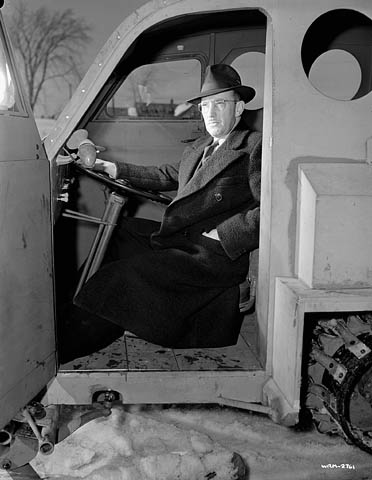
Bombardier i sin snöbuss modell B-12.

Joseph-Armand Bombardier (franskt uttal: ʒozɛf aʁmɑ̃ bɔ̃baʁdje), född 16 april 1907 i Valcourt i Québec, död 18 februari 1964 i Sherbrooke i Québec, var en kanadensisk uppfinnare och affärsman. Han grundade företaget Bombardier och hans mest kända uppfinning är snöskotern.